# Regina Alcaide de Zafra
Regina Alcaide de Zafra (Sevilla, 1873-Madrid, 1913) fue una escritora española.

## Biografía
Era hermana del también escritor Joaquín Alcaide de Zafra y la escritora Angelina Alcaide de Zafra . La Biblioteca Nacional de España la hace nacida en 1873 en Sevilla. Falleció en Madrid en enero de 1913. Fue autora de Todo amor : cuentos por Regina Alcaide de Zafra, una colección de cuentos publicada de forma póstuma en Madrid. A lo largo de su vida colaboró en la Revista Crítica de Carmen de Burgos, con el relato «Lo indescriptible», además de en Blanco y Negro, con «Filtro de amor».